# 第38師團 (日本陸軍)
第38師團（Dai sanjūhachi shidan）是日本皇軍中一個甲種步兵師團，活躍於太平洋戰爭初期的主要戰役，包括在1941年12月發動香港攻略戰，在1942年初攻佔荷屬東印度，更於1942年10月至1943年2月參與瓜達爾卡納爾島戰役，試圖從盟軍手中奪回瓜達爾卡納爾島，但遭受嚴重損失，日本在二戰的戰局也從此轉攻為守，該師團之後被分配到防守阿德默勒爾蒂群島、新不列顛島和新愛爾蘭島，直到戰爭結束。

## 沿革

### 組建成立及初期征戰
第38師團於1939年8月在名古屋編成，是日本為準備擴大中日戰爭的規模及在持久戰中尋求突破而增設的11個師團之一。該師團的主要單位是第228、第229和第230聯隊。第228聯隊來自名古屋、第229聯隊來自岐阜縣、第230聯隊來自靜岡縣，並主要由義務役士兵組成。
第38師團於1939年10月從大阪出發，同月下旬在中華民國廣東省廣州黃埔登陸，先後被編入第21軍、南支那方面軍和第23軍。第38師團一直活躍於廣東地區，於1940年3月參加攻佔中山，同年5月至6月進攻良口，1941年4月至5月在東江作戰，其後封鎖香港及澳門往來中華民國的交通線，第38師團在兩年間參戰達390次，並多次擊敗中國軍隊及游擊隊，不但戰績彪炳，更可說是「身經百戰」。日軍在1940年控制廣州及珠江口一帶後，當時的南支那方面軍已經著手籌劃進攻香港，第38師團在1941年被選為發動太平洋戰爭初期，負責進攻香港的日本陸軍部隊。

### 香港戰役
第38師團準備入侵香港時，由於預期駐港英軍將依托修築於九龍和新界之間的醉酒灣防線作為主要防守陣地，第38師團因而在1941年9月中旬到中國廣東省佛山仙人嶺進行野戰演練，由新上任的步兵團長伊東武夫少將指揮，並在師團中挑選精兵組成特攻部隊，針對攻打英軍防線的機槍堡進行特訓，特攻部隊練習先破壞機槍堡外圍的鐵絲網，再以噴火器噴射槍眼進行壓制，及後向槍眼投入爆破筒，並且訓練士兵從機槍堡的射擊死角使用手榴彈發動攻擊。第38師團的訓練於9月中旬曾一度因第二次長沙戰役而中斷，至10月上旬返回佛山。之後，第230聯隊在仙人嶺，第229聯隊在中山，第228聯隊在三水繼續進行訓練，到10月下旬，針對香港的入侵演練大致完成，並分別接受第38師團長佐野忠義中將的檢閱，為進攻香港作最後準備。
日本在1941年12月8日發動太平洋戰爭，偷襲珍珠港數小時後，日軍入侵香港，作為進攻主力的第38師團經歷18天的戰鬥，在12月26日攻下香港，第228聯隊第10中隊長若林東一中尉更因為突破醉酒灣防線的戰功而被視為皇軍英雄，然而該師團卻受創頗深。縱使日軍對英軍有明顯的兵力及炮兵火力優勢，並掌握制空權，但在香港一役，第38師團的士官死亡率卻達到30%，顯示該師團未能配合其享有的空中優勢，並與其擁有的強大炮火協同作戰，反而依據在戰前的特訓，在進攻英軍防線時採取近戰攻堅，故此在英軍機槍火力下未能減少傷亡。此外，日軍為了鼓勵士氣而常常採取萬歲衝鋒，由前線士官親自帶隊冒著敵火衝向敵陣，導致不少前線士官在領兵進攻英軍防線時喪命，並有不少日軍傷兵身負重傷，雖然在香港戰役結束時仍活著，卻於數個月內傷重死去。

### 入侵印尼及東帝汶
因為日本需要盡快佔領整個東南亞，訓練有素及具有豐富作戰經驗的第38師團於1942年1月被編入第16軍，到印尼參與荷屬東印度作戰及在2月入侵東帝汶，成功擊敗荷蘭本土已經淪陷的荷蘭軍隊，擊退協防的澳洲部隊，並支配在葡屬帝汶的葡萄牙軍隊。因為該師團在開戰初期先後參與攻陷香港及荷屬東印度，所以被視為日本皇軍之中的精銳部隊。日軍在1942年5月登陸所羅門群島的瓜達康納爾島，在島上部署近900人興建機場，準備控制太平洋往來澳洲北部的交通線，美軍卻於1942年8月，派出過萬名海軍陸戰隊隊員登陸瓜島，在瓜達康納爾島戰役初期擊敗日軍薄弱的兵力並搶佔興建中的機場，阻斷日軍擴大攻勢及威脅日軍在該區的主要基地拉包爾，準備對日本發動戰略性反攻。日軍為了確保太平洋戰爭的主導權，決定重奪瓜島。然而在瓜島戰役爆發初期，日軍過於輕視美軍已登上瓜島的兵力，而美軍一開始便派出過萬人登陸瓜島更是出乎日軍所料，所以日軍最初僅派出小量部隊登島反擊，結果均被美軍輕易消滅。由於瓜島的機場已被美軍奪去，日軍在瓜島沒有制空權，美軍飛機可在瓜島升降及攻擊日軍運補船隊，以貨輪的航速是很難避過美軍的攻擊，日軍只好採取名為「東京快車」的方式，由日本海軍的高速驅逐艦趁日落時間快速往來瓜島，為島上日軍進行運補，但始終無法供給島上日軍足夠的基本所需。

### 瓜島戰役

#### 登陸及苦戰
日軍在1942年10月弄清美軍在瓜島已部署大量兵力的實況後，決定派遣精銳的第38師團到瓜島參戰，加入第17軍，準備在1942年11月中下旬發動大規模攻勢驅逐美軍，誓要奪回該戰略性島嶼的控制權。過往日軍依靠高航速的驅逐艦增援瓜島，但驅逐艦的甲板及船艙空間都十分有限，又沒有大型起重機，無法運送大量物資及重型武器，將大部隊分批由驅逐艦逐次運送，必然無法扭轉日軍在瓜島陸上的兵力及火力劣勢。由於單靠驅逐艦利用夜間運輸是無法將整個第38師團連同所需的糧食、彈藥及裝備，在短時間內一併運送到瓜島。這次日軍改為使用運載量較大，但航速慢的運輸船組成船隊，計劃將第38師團的主力一次過運送，並由日本海軍派出戰艦及巡洋艦炮轟瓜島亨德森機場，壓制美軍守備瓜島的能力，增加第38師團成功登陸的機會。由佐野忠義中將率領的第38師團小量先頭部隊在11月10日登陸瓜島，準備迎接由運輸船運送的第38師團主力部隊。可是日本海軍在瓜達爾卡納爾海戰失利，日軍由11艘運輸船組成的輸送船隊，在14日有6艘沉沒，1艘受損脫隊，雖然餘下的4艘運輸船隊於11月15日成功抵達瓜島的灘頭，卻在卸載期間遭到美軍空襲，由運輸船船隊運載的七千人，只有約二千餘人能夠與瓜島上的日軍匯合，而且失去大部分糧食及彈械。這次運輸船隊運抵瓜島的兵力和裝備，和日軍大本營原先計劃以第38師團為主力，與已駐紮於島上日軍組成過萬人的日軍部隊，並配合新運到的火炮及坦克對抗美軍的構想，差距甚遠。因為日軍的運補能力依然遠不及島上作戰的基本需要，在瓜島的日軍長期糧食短缺，並且缺乏坦克及足夠的火炮支援，火力也遠不如美軍，第38師團成功登島的殘部，惟有採取過往埋身肉搏的方式嘗試與美軍進行近戰，卻遭到火力佔優的美軍擊垮至近乎覆滅，11月18日第38師團夜襲亨德森機場，行動失敗而且傷亡慘重，之後改為守備瓜島日軍防線，但戰況對日軍越趨不利，該師團的皇軍英雄若林東一，也於1943年1月在瓜島被美軍擊斃。

#### 撤退及後續
日軍在11月14日及15日運送第38師團登陸瓜島的行動失敗，損失大量人員及裝備，導致日軍未能拉近與島上美軍的兵力差距，無法挽回劣勢，而且第38師團連同其餘在島上的日軍部隊繼續留在瓜島，將難逃被美軍消滅的命運，逼使大本營認清美軍已掌握瓜島的海陸空優勢，日軍毫無取勝機會，大本營在1942年12月決定將日軍撤出瓜島。瓜島一役將第38師團原有經驗豐富的人員消耗殆盡，稍後雖然經過休整，但日軍在瓜島的慘敗反映其大勢已去，第38師團之後被劃歸第8方面軍，在1943年7月至9月參加新喬治亞群島戰役，戰敗且傷亡甚重，師團餘下的殘部至此只能在拉包爾擔當守備角色直到1945年8月終戰。

### 戰後審判
日本皇軍於第二次世界大戰結束後須要解除武裝並被解散，第38師團被指控在太平洋戰爭中犯下戰爭罪行，包括在1941年12月25日發生的聖士提反書院大屠殺，其中一名高級軍官伊東武夫中將在戰後被押返香港受審，香港軍事法庭裁定他罪名成立並判處監禁。

### 書本
- Frank, Richard. . New York: Random House. 1990. ISBN 0-394-58875-4.
- Fuller, Richard. . London: Arms and Armour Press. 1992. ISBN 1854091514.
- Griffith, Samuel B. . Champaign, Illinois, USA: University of Illinois Press. 1963. ISBN 0-252-06891-2.
- Rottman, Gordon L.; Dr. Duncan Anderson (consultant editor). . Oxford and New York: Osprey. 2005. ISBN 1-84176-870-7.
- United States War Department; David Isby (Introduction) and Jeffrey Ethell (Afterword). . Baton Rouge and London: Louisiana State University Press. 1991 (reprint of 1944 edition). ISBN 0-8071-2013-8.

### 網站
- Ammentorp, Steen. .   [2010-04-29]. （原始内容存档于2019-06-05）.
- Budge, Kent G. .   [2010-04-29]. （原始内容存档于2018-01-05）.
- Bullard, Steven (translator). . Senshi Sōshō (translated excerpts). Canberra: Australian War Memorial. 2007  [2010-04-29]. ISBN 9780975190487. （原始内容存档于2009-04-09）. See p. 163 for a breakdown of the division's organization in September 1942.
- Hough, Frank O.; Ludwig, Verle E., and Shaw, Henry I., Jr. . History of U.S. Marine Corps Operations in World War II.   [2010-04-29]. （原始内容存档于2006-06-27）.
- Miller, John Jr. . United States Army In World War II. 1949  [2006-07-04]. （原始内容存档于2012-05-26）.
- Shaw, Henry I. . Marines in World War II Commemorative Series.   [2010-04-29]. （原始内容存档于2006-06-14）.
- World History Database. . 1999–2000  [2010-04-29]. （原始内容存档于2008-05-15）.
- Zimmerman, John L. . Marines in World War II Historical Monograph. 1949  [2010-04-29]. （原始内容存档于2006-06-19）.